# 민락 나들목
민락 나들목(Millak IC)은 경기도 의정부시 민락동에 설치된 세종포천고속도로의 5번 교차로이다.

## 연혁
- 2012년 6월 5일 : 구리포천고속도로 신설을 위해 의정부시 도시계획시설 교통광장에 민락동 일원을 민락 나들목으로 고시[1]
- 2014년 12월 24일 : 구리포천고속도로 민간투자사업 실시계획 변경으로 인해 의정부시 도시계획시설 교통광장 면적 변경[2]
- 2017년 6월 30일 : 세종포천고속도로 구리 ~ 포천 구간 개통과 함께 통행 개시[3]

## 구조물 정보
- 위치: 경기도 의정부시 민락동
- 영업소: 경기도 의정부시 민락로298번길 114

## 접속하는 도로
- 민락로298번길
- 민락로
- 국도 제3호선 (신평화로) 양주 동두천 연천 철원